# Eupoa yunnanensis
Eupoa yunnanensis är en spindelart som beskrevs av Peng X., Kim 1997. Eupoa yunnanensis ingår i släktet Eupoa och familjen hoppspindlar. Inga underarter finns listade i Catalogue of Life.